# Неуротични конфликт
Неуротични конфликт је унутрашњи конфликт антагонистичких тежњи који открива дубок, патолошки расцеп у личности. У неуротичном конфликту се, према психоанализи, сукобљавају инфантилни сексуални нагони са одбранама ега. Да би конфликт између ега и нагона ида постао неуротички, потребно је да нагонске потребе буду довољно снажне, а да его нема довољно снаге да им се супротстави и да их контролише.